# Přídržnice

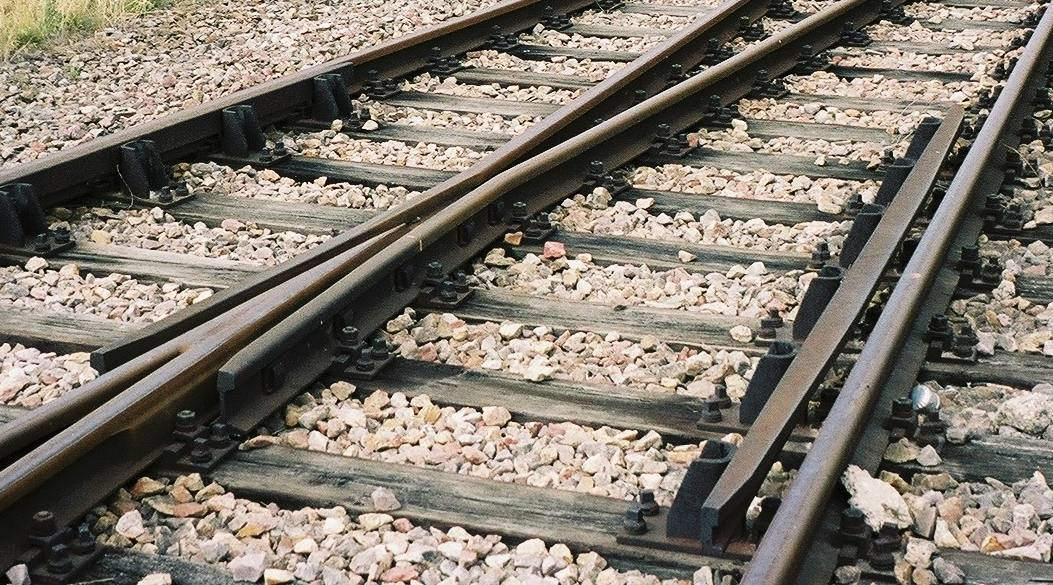
Přídržnice profilová

Přídržnice je přídavná ocelová deska, která slouží k pomocnému vedení železničního dvojkolí v místech, kde by případně mohlo dojít k vykolejení.
Přídržnice je především důležitou pevnou součástí výhybek, která se montuje ke kolejnici naproti srdcovce. Protože na srdcovce by se mohlo dvojkolí pohnout i nežádoucím směrem, přídržnice drží okolek druhého kola dvojkolí ve správném směru.
Přídržnicí se lidově nazývá také přídržná kolejnice, která se u starších konstrukcí železničních tratí používala v obloucích menších poloměrů. Měla omezit opotřebení vnější kolejnice a částečně i zvyšovat bezpečnost proti vykolejení při průjezdu obloukem.

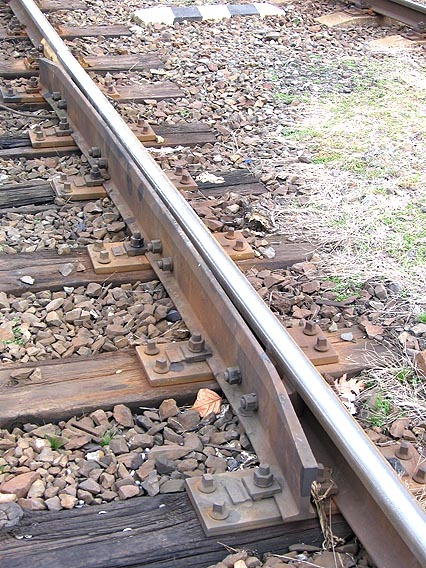
Plochá přídržnice
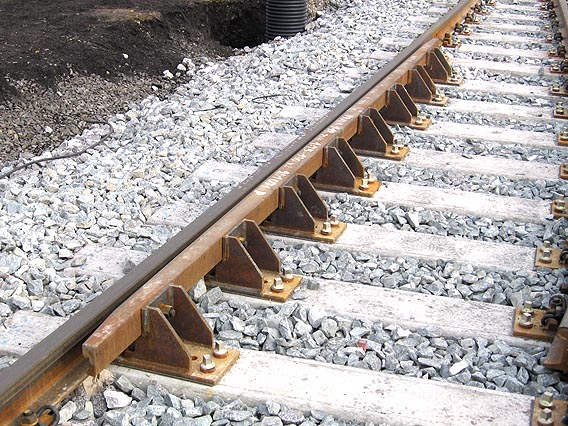
Profilová přídržnice
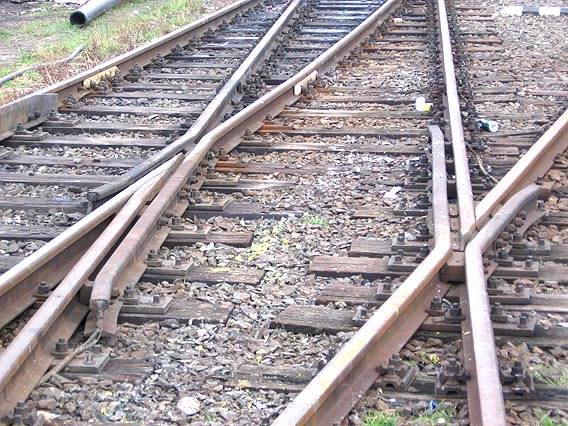
Přídržnice tvořené prodlouženými křídlovými kolejnicemi

Zařízení podobné přídržnici, zvané ovšem pojistný úhelník, je také předepsanou součástí železničního svršku na mostech, kde představují bezpečnostní prvek v případě vykolejení.
Na tramvajové dráze je přídržnice ta část hlavy kolejnice, po které se nepohybují kola a která je určena k tomu, aby bránila vzdálení okolku od opornice, po níž se pohybuje kolo. Okolek (rozšířená část kola vozidla) zasahuje do žlábku mezi opornicí a přídržnicí.

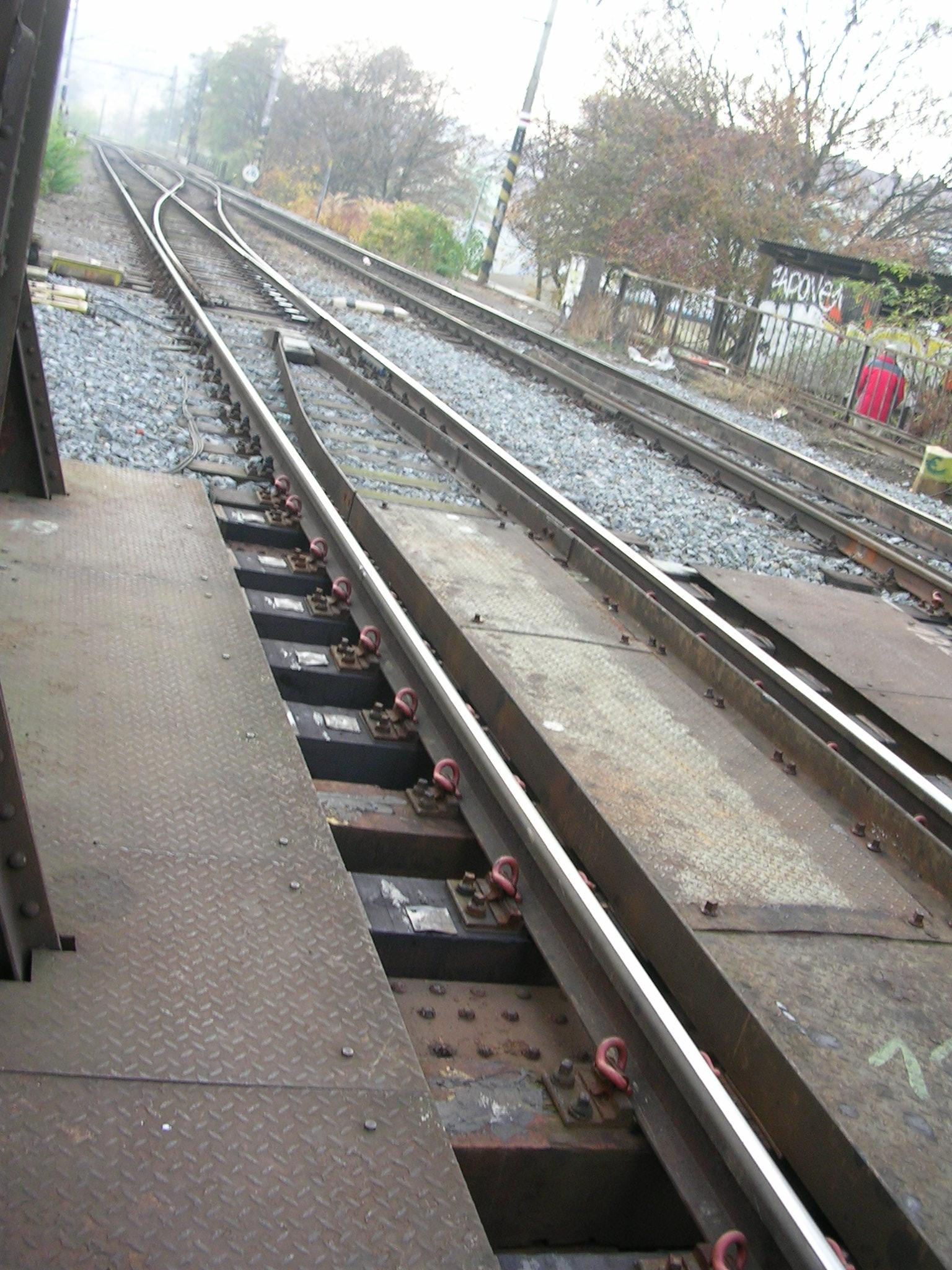
Pojistný úhelník na Železničním mostě v Praze
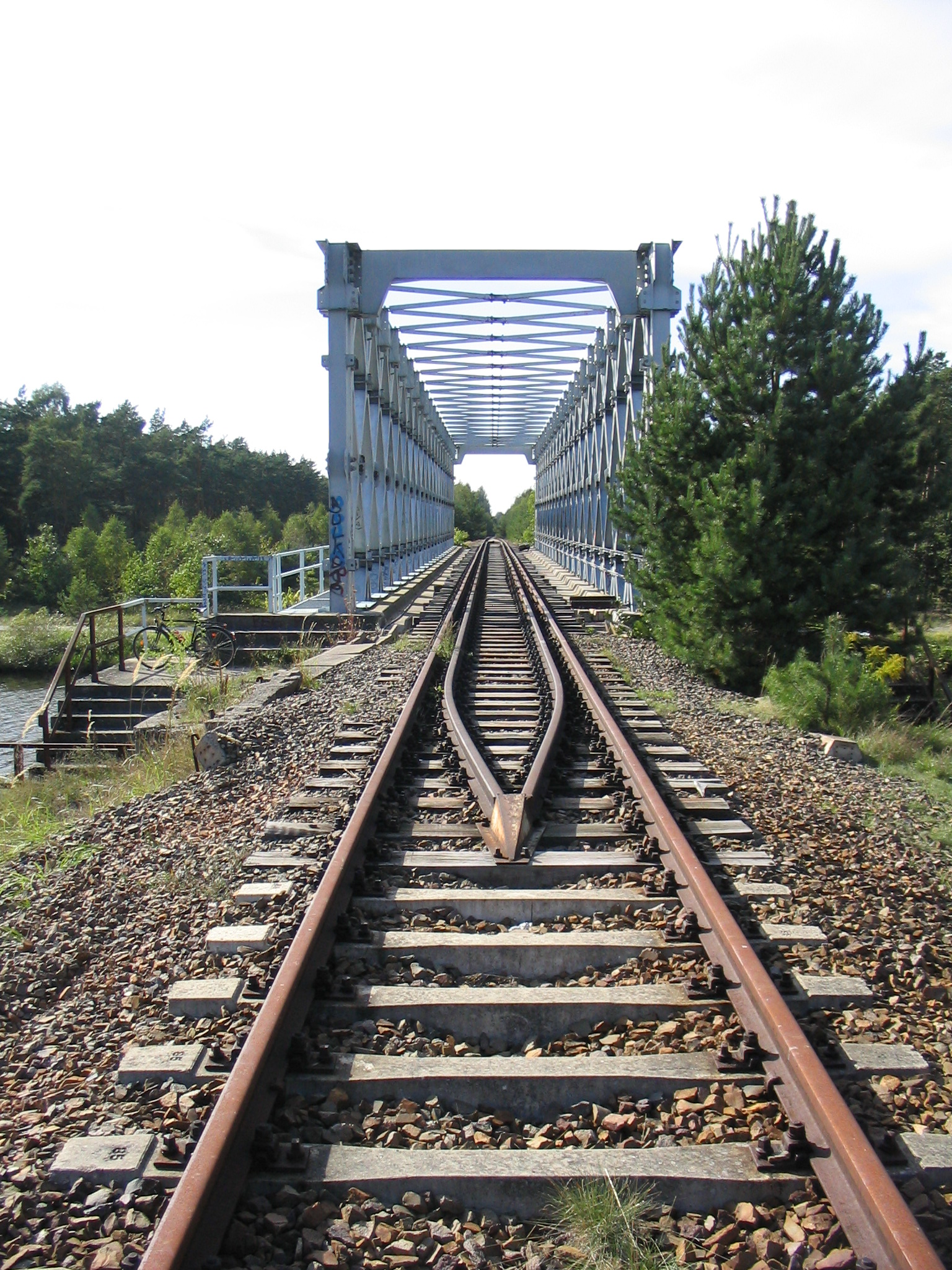
Kolejnice použité místo pojistných úhelníků v Německu
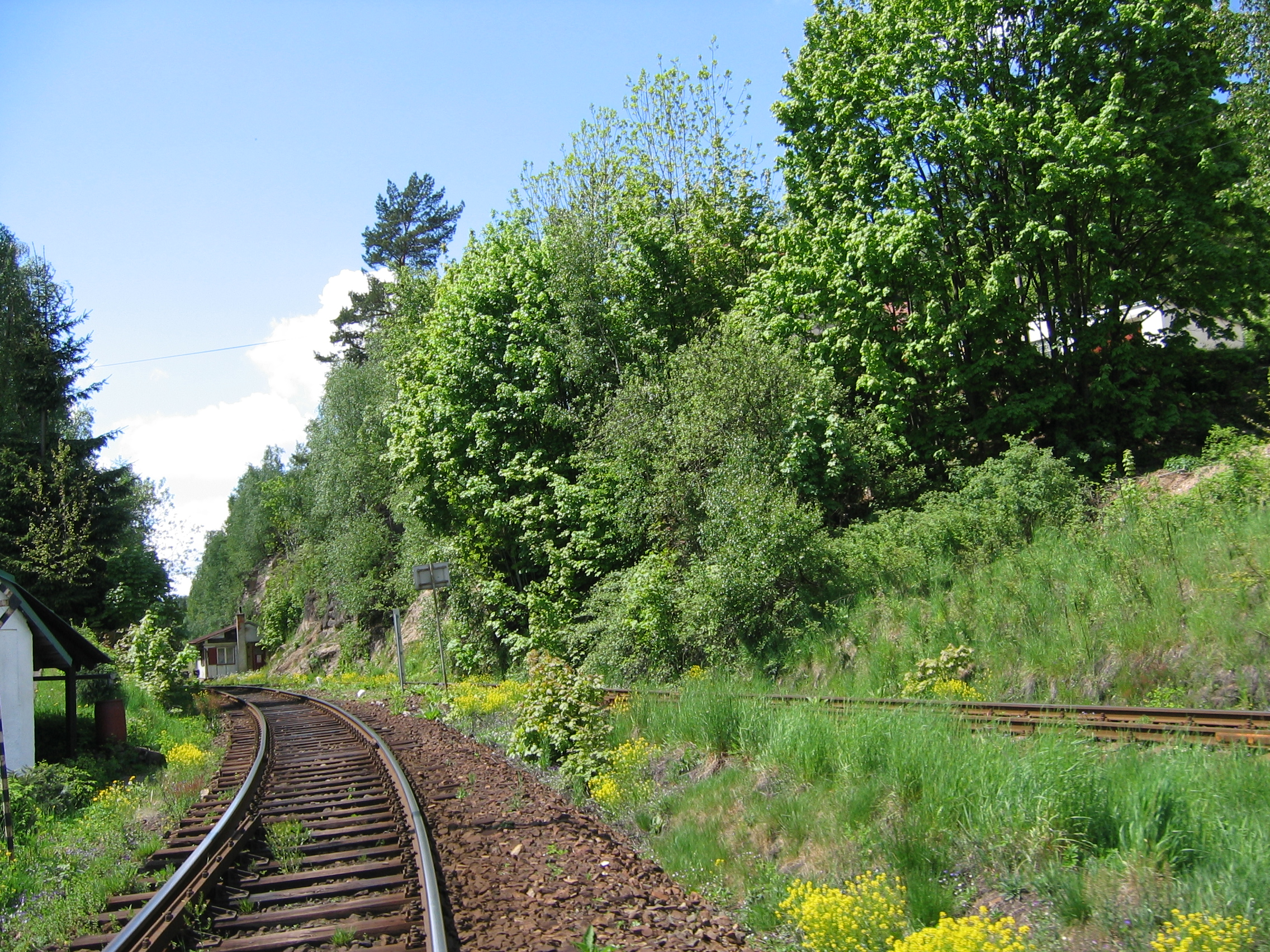
Přídržná kolejnice v oblouku u stanice Smržovka
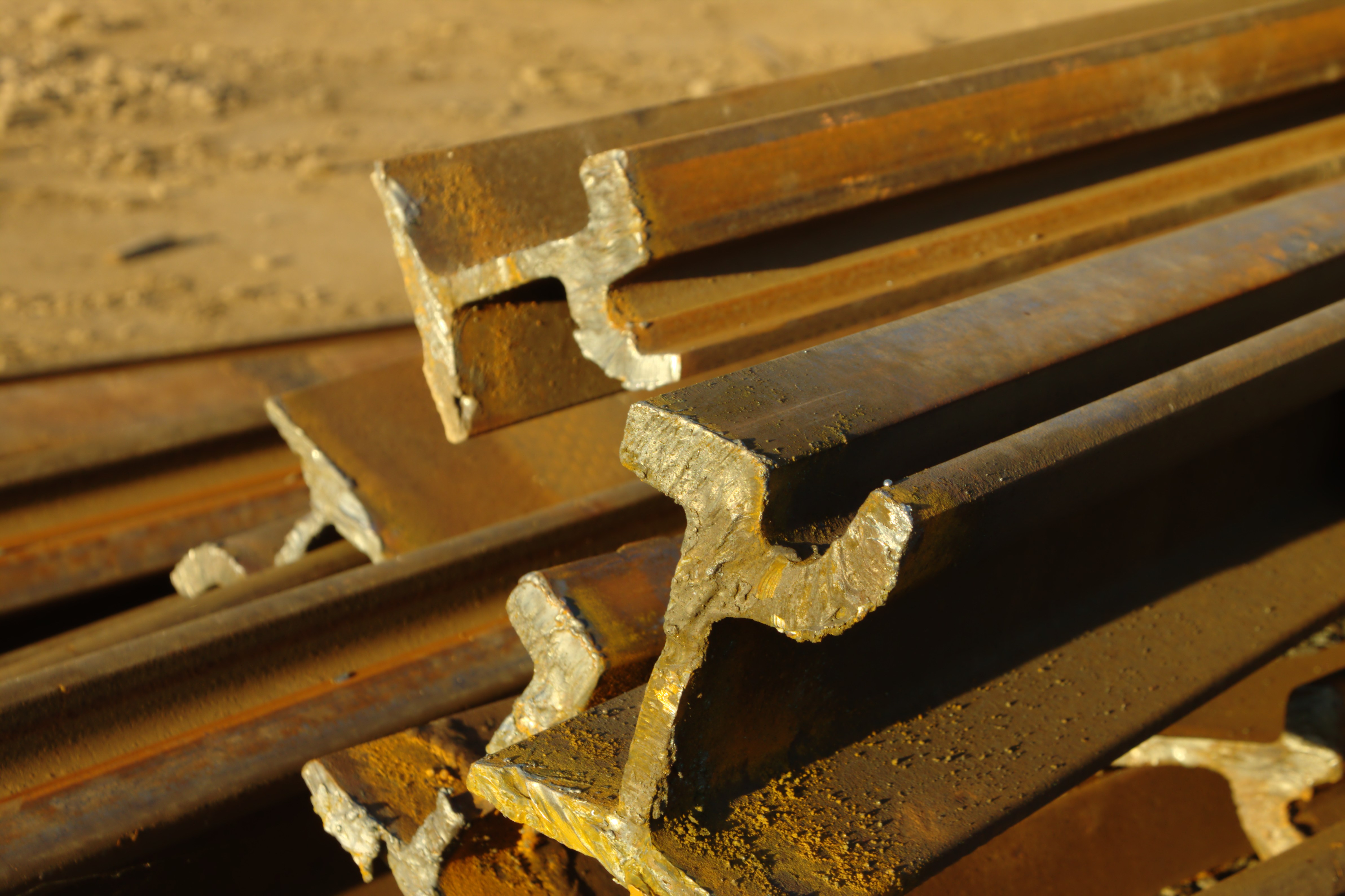
Žlábek tramvajové kolejnice slouží i jako přídržnice